# 瑞浪市立土岐小学校
瑞浪市立土岐小学校（みずなみしりつ ときしょうがっこう）は、岐阜県瑞浪市にある公立小学校。
小学校の名称が「土岐」のため、瑞浪市に隣接する「土岐市」の小学校と間違えられることもあるが、土岐小学校は瑞浪市の前身の町のひとつである土岐郡土岐町などを校区とする小学校である。

## 沿革
- 1873年（明治6年） - 神箆村木暮[注釈 1]に光迪学校、神箆村一日市場[注釈 2]に三省学校が開校する。
- 1875年（明治8年）1月1日 - 神箆村と猿子村が合併し、土岐村が発足。
- 1877年（明治10年） - 光迪学校が土岐学校に改称する。
- 1879年（明治12年） - 土岐学校が三省学校を統合する。
- 1883年（明治16年） - 土岐小学校に改称する。
- 1886年（明治19年） - 土岐尋常高等科簡易科小学校に改称する。
- 1887年（明治20年） - 土岐尋常高等小学校に改称する。
- 1917年（大正6年） - 益見尋常小学校を統合する。
- 1918年（大正7年） - 校舎を新築し、移転[注釈 3]。
- 1926年（大正15年）4月1日 - 土岐村が町制施行し、土岐町となる。
- 1927年（昭和2年） - 益見分教場を設置。
- 1941年（昭和16年）4月1日 - 土岐国民学校に改称する。
- 1947年（昭和22年）4月1日 -
  - 土岐町立土岐小学校に改称する。
  - 土岐町立土岐中学校が開校。校舎未完成のため、1年生は土岐小学校の校舎の一部を用いて授業を行う。
- 1948年（昭和23年）
  - 4月 - 大久手分校を設置。益見分校を廃止。
  - 8月 - 土岐中学校の校舎の一部が完成し、土岐小学校を仮校舎とする授業は廃止。
- 1951年（昭和26年）
  - 3月 - 現在地[注釈 4]に移転する。
  - 4月1日 - 瑞浪町と土岐町が合併し、瑞浪土岐町が発足。同時に瑞浪土岐町立土岐小学校に改称する。
- 1954年（昭和29年）4月1日 - 土岐郡瑞浪土岐町、稲津村、釜戸村、大湫村、日吉村、明世村（山野内、月吉、戸狩）、および恵那郡陶町が合併し、瑞浪市が発足。同時に瑞浪市立土岐小学校に改称する。
- 1968年（昭和43年）3月 - 大久手分校を廃止。
- 1978年（昭和53年）
  - 2月 - 新校舎（鉄筋コンクリート造）が完成する。
  - 12月 - 校舎を増築する。
- 1993年（平成5年）3月 - 現在の体育館が完成する。